# Antonio Baldini
Antonio Baldini (Roma, 10 ottobre 1889 – Roma, 6 novembre 1962) è stato un giornalista, critico letterario e scrittore italiano.
Gli sono intitolate due biblioteche: la biblioteca di Santarcangelo di Romagna e una delle biblioteche statali di Roma.

## Biografia

### Gli studi
Antonio, figlio del conte romagnolo Gabriele Baldini e di Sofia Alkaique (livornese di origine orientale), nacque a Roma. Nella capitale, dopo aver conseguito la maturità classica, si iscrisse alla Facoltà di Lettere presso la Sapienza - Università di Roma, dove si laureò nel 1916.

### L'attività giornalistica
Nel 1915 il giovane Baldini aveva iniziato l'attività di giornalista e scriveva sulla terza pagina de L'Idea Nazionale, la stessa rivista che l'anno seguente gli diede l'incarico di inviato speciale al fronte di guerra.
Dopo il termine della guerra, nel 1919 partecipò con Emilio Cecchi, Vincenzo Cardarelli e Riccardo Bacchelli (conosciuti nel periodo degli studi universitari) alla fondazione della rivista "La Ronda".
Inoltre collaborò al settimanale L'Illustrazione Italiana, ai quotidiani La Tribuna e Il Resto del Carlino e, dal 1924, iniziò a scrivere regolarmente articoli di critica letteraria sul Corriere della Sera.
Nel 1931 ebbe l'incarico come redattore della Nuova Antologia, di cui in seguito diventerà il direttore letterario.
Il 12 giugno 1939 fu nominato membro dell'Accademia d'Italia. Nel 1951 fu nominato presidente della «Quadriennale Nazionale d'Arte di Roma». Nel 1954 diede vita alla sua ultima rivista, Cronache d'altri tempi, fondata con Tem Agostini, Enrico Gianeri e Mario Sertoli.

### L'attività di scrittore
Accanto all'attività giornalistica, Baldini coltivava quella di scrittore e già nel 1914 aveva esordito con il racconto "Pazienze e impazienze di Maestro Pastoso" che venne pubblicato a Roma dall'editore Giuseppe Ugo Nalato.
I racconti
Faranno seguito "Nostro Purgatorio. Fatti personali del tempo della guerra italiana 1915-1917", il racconto "Michelaccio" pubblicato singolarmente da Treves e la raccolta intitolata "La dolce calamita overo La donna di nessuno". "Michelaccio" costituisce il racconto di un'esistenza, oscillante tra il fiabesco e il reale, volta a sperimentare le più disparate esperienze: restando tuttavia fondamentalmente immutata. Secondo il critico Giacinto Spagnoletti, "Michelaccio" è il frutto di una fantasia effervescente e bonaria come quella di Baldini e di un carattere da commedia dell'arte filtrato attraverso un pastiche linguistico romagnolo-romanesco. "La dolce calamita" è una raccolta di ritratti femminili improntata ad un erotismo di maniera.
Nel 1932 scrisse e pubblicò per conto di Vallecchi una serie di ritratti di pittori e scrittori con il titolo Amici allo spiedo e nel 1942 un volume di prose cosiddette "romane" in un volume edito da Bompiani.
I diari di viaggio
Notevoli sono i suoi testi che narrano delle sue esperienze di viaggio, tra i quali "La vecchia del Bal Bullier" del 1934, "Italia del Bonincontro" del 1940 "Diagonale 1930 Parigi-Ankara. Note di viaggio." del 1943, "Melafumo "del 1950 e il "Doppio Melafumo" del 1955.
I saggi
Tra i saggi critici di maggiore significato devono essere ricordati quelli sull'Ariosto, "Ludovico della tranquillità" del 1933 e "Fine Ottocento. Carducci, Pascoli, D'Annunzio e minori" pubblicato da Le Monnier nel 1947.

## Premi e riconoscimenti
Ricevette il "premio Mussolini" per le lettere dell'Accademia d'Italia, nel 1937.
Negli anni cinquanta Baldini ottenne numerosi riconoscimenti, tra i quali la nomina a socio corrispondente dell'Accademia Nazionale dei Lincei (1953-1957) e il Premio Feltrinelli per la letteratura.
Tra il 1950 e il 1959 è presidente della Quadriennale di Roma.

## Opere

### Letteratura
- Pazienze e impazienze di Maestro Pastoso, Nalato, Roma, 1914
- Nostro Purgatorio. Fatti personali del tempo della guerra italiana 1915-1917, Treves, Milano, 1918
- Umori di gioventù, Vallecchi, Firenze, 1920
- Salti di gomitolo (1920)
- Michelaccio, La Ronda, Roma, 1924[2]
- La dolce calamita ovvero La donna di nessuno, L'Italiano, Bologna, 1929
- Amici allo spiedo, Vallecchi, Firenze, 1932 (nuova edizione, Buoni incontri d'Italia, 1942)
- Ludovico della tranquillità, Zanichelli Editore, Bologna, 1933 (nuova edizione, Ariosto e dintorni, 1958)
- La vecchia del Bal Bullier, L'Italiano, Bologna, 1934
- Italia di Bonincontro, Sansoni, Firenze, 1940
- Cattedra d'occasione, 1941
- Il Sor Pietro, Cosimo Papareschi e Tuttaditutti, Firenze, Le Monnier, 1941
- Rugantino, Bompiani, Milano, 1942
- Diagonale 1930 Parigi-Ankara. Note di viaggio, Arnoldo Mondadori Editore, Milano, 1943
- Se rinasco…, fatti personali, 1944
- Fine Ottocento. Carducci, Pascoli, D'Annunzio e minori, Le Monnier, Firenze, 1947.
- Melafumo, Eri, Torino, 1950 (nuova edizione, Il Doppio Melafumo, 1957)
- Il doppio Melafumo, Eri, Torino, 1955
- “Quel caro magon di Lucia”, microscopie manzoniane, 1956
- Nuovi Racconti italiani (con Luigi Silori), Nuova Accademia, Roma, 1963

Postume
- Un sogno dentro l’altro, 1965 (a cura del figlio Gabriele)
- Le scale di servizio. Introduzione al libro e alla lettura, a cura di N. Vian, Milano-Napoli, Ricciardi, 1971.
- Tastiera, 3 voll., 1978-80 (raccolta degli elzeviri pubblicati sul «Corriere della Sera» a cura di N. Vian).

### Musica
- I fioretti di S. Francesco (Istituto internazionale del disco, SIL 4001, formato maxi 7") con la partecipazione di Giorgio Albertazzi